# Lijst van Eerste Kamerleden 1856-1859
Lijst van Eerste Kamerleden 1856-1859 geeft een overzicht van de leden van de Nederlandse Eerste Kamer in de periode tussen de verkiezingen van 1856 en de verkiezingen van 1859. De zittingsperiode van de Eerste Kamer ging in op 15 september 1856 en eindigde op 18 september 1859.
De Eerste Kamer telde 39 leden, gekozen door de leden van Provinciale Staten in de elf provincies. Eerste Kamerleden werden gekozen voor een termijn van negen jaar; om de drie jaar werd een derde deel van de Eerste Kamer vernieuwd.
| Naam                                  | groepering                | provincie     | begindatum        | einddatum         | refs   |
| ------------------------------------- | ------------------------- | ------------- | ----------------- | ----------------- | ------ |
| Johan d' Ablaing van Giessenburg      | conservatieven            | Utrecht       | 15 september 1856 | 14 mei 1859       | [ 1 ]  |
| Tjaard van Andringa de Kempenaer      | conservatieven            | Friesland     | 15 september 1856 | 17-09-1865 [ g ]  | [ 2 ]  |
| Hans van Aylva van Pallandt           | conservatieven            | Gelderland    | 19-09-1853 [ h ]  | 14-09-1862 [ i ]  | [ 3 ]  |
| Hendrik van Beeck Vollenhoven         | gematigde liberalen       | Noord-Holland | 15 september 1856 | 17-09-1865 [ g ]  | [ 4 ]  |
| Louis Beerenbroek                     | gematigde liberalen       | Limburg       | 15 september 1856 | 17-09-1865 [ g ]  | [ 5 ]  |
| Michael van der Beken Pasteel         | gematigde liberalen       | Noord-Brabant | 07-10-1850 [ j ]  | 18 september 1859 | [ 6 ]  |
| Dominicus Blankenheym                 | liberalen                 | Zuid-Holland  | 15 september 1856 | 17-09-1865 [ g ]  | [ 7 ]  |
| David Borski                          | conservatief-protestanten | Noord-Holland | 19-09-1853 [ h ]  | 14-09-1862 [ i ]  | [ 8 ]  |
| Frederik Bosch van Drakestein         | conservatieven            | Noord-Holland | 19-09-1853 [ h ]  | 4 oktober 1856    | [ 9 ]  |
| Frederik Bosch van Drakestein         | conservatieven            | Noord-Holland | 13 december 1856  | 14-09-1862 [ i ]  | [ 9 ]  |
| Willem Cost Jordens                   | liberalen                 | Overijssel    | 19-09-1853 [ h ]  | 14-09-1862 [ i ]  | [ 10 ] |
| Coos Cremers                          | liberalen                 | Groningen     | 07-10-1850 [ j ]  | 18 september 1859 | [ 11 ] |
| Edmond van Dam van Isselt             | gematigde liberalen       | Gelderland    | 15 september 1856 | 17-09-1865 [ g ]  | [ 12 ] |
| Hermanus van den Dries                | gematigde liberalen       | Noord-Brabant | 15 september 1856 | 17-09-1865 [ g ]  | [ 13 ] |
| Frans van Eysinga                     | liberalen                 | Friesland     | 07-10-1850 [ j ]  | 18 september 1859 | [ 14 ] |
| Hendrik van Goltstein van Oldenaller  | conservatieven            | Gelderland    | 19-09-1853 [ h ]  | 14-09-1862 [ i ]  | [ 15 ] |
| Abraham Hartevelt                     | liberalen                 | Zuid-Holland  | 15 september 1856 | 17-09-1865 [ g ]  | [ 16 ] |
| Jacob van Heeckeren van Wassenaer     | conservatieven            | Overijssel    | 07-10-1850 [ j ]  | 18 september 1859 | [ 17 ] |
| Otto 't Hooft van Benthuizen          | gematigde liberalen       | Zuid-Holland  | 15 september 1856 | 17-09-1865 [ g ]  | [ 18 ] |
| Joan Huydecoper van Maarsseveen       | conservatieven            | Utrecht       | 26 mei 1858       | 18 september 1859 | [ 19 ] |
| Albrecht Insinger                     | conservatieven            | Noord-Holland | 07-10-1850 [ j ]  | 18 september 1859 | [ 20 ] |
| Cornelis van der Lek de Clercq        | conservatieven            | Zeeland       | 19-09-1853 [ h ]  | 14-09-1862 [ i ]  | [ 21 ] |
| Pieter Loopuijt                       | gematigde liberalen       | Zuid-Holland  | 16 september 1856 | 18 september 1859 | [ 22 ] |
| Evert du Marchie van Voorthuysen      | conservatieven            | Utrecht       | 4 augustus 1857   | 7 april 1858      | [ 23 ] |
| Jacob Martens van Sevenhoven          | conservatieven            | Utrecht       | 07-10-1850 [ j ]  | 4 juni 1857       | [ 24 ] |
| Eduardus van Meeuwen                  | gematigde liberalen       | Noord-Brabant | 30 oktober 1856   | 14-09-1862 [ i ]  | [ 25 ] |
| Carolus van Nispen van Pannerden      | conservatieven            | Gelderland    | 07-10-1850 [ j ]  | 18 september 1859 | [ 26 ] |
| Frederic van der Oudermeulen          | gematigde liberalen       | Noord-Holland | 07-10-1850 [ j ]  | 18 september 1859 | [ 27 ] |
| Marinus Paspoort van Grijpskerke      | gematigde liberalen       | Zeeland       | 07-10-1850 [ j ]  | 18 september 1859 | [ 28 ] |
| Johan Philipse                        | conservatieven            | Zuid-Holland  | 19-09-1853 [ h ]  | 14-09-1862 [ i ]  | [ 29 ] |
| Petrus Regout                         | gematigde liberalen       | Limburg       | 07-10-1850 [ j ]  | 18 september 1859 | [ 30 ] |
| Cornelis van Rhemen van Rhemershuizen | gematigde liberalen       | Gelderland    | 07-10-1850 [ j ]  | 18 september 1859 | [ 31 ] |
| Abram van Rijckevorsel                | gematigde liberalen       | Zuid-Holland  | 19-09-1853 [ h ]  | 14-09-1862 [ i ]  | [ 32 ] |
| Adriaan van Roijen                    | gematigde liberalen       | Groningen     | 30 oktober 1856   | 14-09-1862 [ i ]  | [ 33 ] |
| Louis van Sasse van Ysselt            | liberalen                 | Noord-Brabant | 15 september 1856 | 17-09-1865 [ g ]  | [ 34 ] |
| Napoleon Sassen                       | liberalen                 | Noord-Brabant | 19-09-1853 [ h ]  | 14-09-1862 [ i ]  | [ 35 ] |
| Gerard van Swinderen                  | gematigde liberalen       | Friesland     | 19-09-1853 [ h ]  | 14-09-1862 [ i ]  | [ 36 ] |
| Wyncko Tonckens                       | conservatieven            | Drenthe       | 15 september 1856 | 17-09-1865 [ g ]  | [ 37 ] |
| Louis de Villers de Pité              | gematigde liberalen       | Limburg       | 19-09-1853 [ h ]  | 14-09-1862 [ i ]  | [ 38 ] |
| Jan de Vos van Steenwijk              | gematigde liberalen       | Overijssel    | 15 september 1856 | 17-09-1865 [ g ]  | [ 39 ] |
| Anthony van Weel                      | liberalen                 | Zuid-Holland  | 07-10-1850 [ j ]  | 18 september 1859 | [ 40 ] |
| Jan van Wessem                        | gematigde liberalen       | Noord-Holland | 15 september 1856 | 17-09-1865 [ g ]  | [ 41 ] |